# As Pontes de García Rodríguez
As Pontes de García Rodríguez (galiciska: As Pontes De García Rodríguez) är en ort i Spanien.   Den ligger i provinsen Provincia da Coruña och regionen Galicien, i den nordvästra delen av landet, 500 km nordväst om huvudstaden Madrid. As Pontes de García Rodríguez ligger 361 meter över havet och antalet invånare är 11 431.
Terrängen runt As Pontes de García Rodríguez är kuperad norrut, men söderut är den platt. As Pontes de García Rodríguez ligger nere i en dal. Runt As Pontes de García Rodríguez är det ganska glesbefolkat, med 47 invånare per kvadratkilometer. As Pontes de García Rodríguez är det största samhället i trakten. I omgivningarna runt As Pontes de García Rodríguez växer i huvudsak blandskog.